# روبرت غاريت
روبرت غاريت (بالألمانية: Robert Garrett)‏ موالد مارس 1977 ، هو لاعب كرة سلة ألماني لعب مع فريق بايرن ميونخ لكرة السلة في الدوري الألماني لكرة السلة.

## روابط خارجية
- روبرت غاريت على موقع الاتحاد الدولي لكرة السلة (الإنجليزية)
- روبرت غاريت على موقع الدوري الأوروبي لكرة السلة (الإنجليزية)
- روبرت غاريت على موقع كرة السلة الأوروبية.كوم (الإنجليزية)
- روبرت غاريت على موقع ريلجم (الإنجليزية)
- روبرت غاريت على موقع بروبوليرز (الإنجليزية)
- روبرت غاريت على موقع سبورتس رفرنس (الإنجليزية)
- روبرت غاريت على موقع أوليمبيديا (الإنجليزية)